# Verdienstkreuz für Frauen und Jungfrauen
Das Verdienstkreuz für Frauen und Jungfrauen wurde am 22. März 1871 durch den preußischen König Wilhelm I. gestiftet und konnte an alle Frauen verliehen werden, die sich in aufopfernder Tätigkeit „zum Wohle der kämpfenden Truppe und deren Angehörigen“ während des Deutsch-Französischen Krieges 1870/71 verdient gemacht hatten.

## Ordensdekoration
Das Ordenszeichen ähnelt dem des militärischen Verdienstordens des Eisernen Kreuzes für Männer aus Eisen, tatsächlich aber ist das Verdienstkreuz aufgrund der bloßen Materialkomposition bereits deutlich hochwertiger.
Das Ordensemblem ist tatsächlich aus schwarz emailliertem Silber und mit einem erhöhten silbernen innenliegenden, zweifach abgestuften Rand, von dem der innere halbrund und fein geriffelt ist. In der Mitte des Kreuzes ist auf der Vorderseite das rot emaillierte und in Silber eingefasste Genfer Kreuz zu sehen. Die Rückseite schmückt in der Mitte die verschlungenen Initialen des Stifters und der Kaiserin A W (Wilhelm, Augusta), im oberen Kreuzteil mit der Preußischen Krone und im unteren mit den Jahreszahlen 1870 · 1871 (Dauer des Deutsch-Französischen Krieges).

## Trageweise
Das Ordenszeichen wurde an der Schleife aus weißem Band mit schwarzer Einfassung auf der linken Brust getragen.

## Verleihungen
Alle Verleihungen erfolgten auf persönlichen Vorschlag von Königin Augusta, die anschließend vom König bestätigt bzw. vollzogen wurde. Die ersten Verleihungen fanden am 9. und 26. April 1871 statt. Dabei wurden 35 weibliche Angehörige regierender Häuser als prominente Schirmherrinnen der freiwilligen Krankenpflege ausgezeichnet. Die letzten beiden Verleihungen fanden 1875 statt, obwohl Wilhelm I. bereits am 3. Januar 1873 die Einstellung beschlossen hatte.
Insgesamt sind 2979 Verleihungen dokumentiert. Darunter befinden sich auch 78 Frauen nichtdeutscher Herkunft.

### Einzelne Trägerinnen
- Agnes von Anhalt-Dessau
- Agnes von Württemberg (1835–1886)
- Alexandra Amalie von Bayern
- Amalie von Oldenburg
- Augusta von Sachsen-Weimar-Eisenach
- Augusta Karoline of Cambridge
- Emmy Braun
- Caroline zu Mecklenburg
- Elisabeth Deichmann-Schaaffhausen
- Elisabeth von Sachsen-Altenburg (1826–1896)
- Similde Gerhard
- Anna Katharina Alexandra von Grünewaldt
- Katharina von Grünewaldt
- Auguste von Hardenberg
- Helene von Nassau
- Agnes Hoesch
- Marie von Hombergk zu Vach
- Frieda von Lipperheide
- Maria Anna von Anhalt-Dessau
- Marie von Mecklenburg-Schwerin
- Marie von Sachsen-Weimar-Eisenach
- Marie Friederike Charlotte von Württemberg
- Marie Henriette von Österreich
- Auguste Metz
- Johanne Philippine Nathusius
- Laura von Oelbermann
- Charlotte Oppenheim
- Pauline von Württemberg (1800–1873)
- Luise von Preußen (1838–1923)
- Amalie Raiffeisen
- Bertha von Redern
- Xaveria Rudler
- Agnes zu Salm-Salm
- Angelika Ziegler, geb. Schöningh
- Therese von Bayern
- Emmy Türk
- Victoria von Großbritannien und Irland (1840–1901)
- Anna vom Rath
- Editha von Wartensleben
- Katharine Weißgerber